# Леннінген
Леннінген (нім. Lenningen) — громада в Німеччині, знаходиться в землі Баден-Вюртемберг. Підпорядковується адміністративному округу Штутгарт. Входить до складу району Есслінген.
Площа — 41,44 км2. Населення становить 8246 ос. (станом на 31 грудня 2020).